# Черната река
„Черната река“ е български игрален филм (драма) от 1964 година на режисьора Захари Жандов, по сценарий на Никола Тихолов. Оператор е Емил Вагенщайн. Музиката във филма е композирана от Лазар Николов.

## Актьорски състав
Роли във филма изпълняват актьорите:
- Георги Георгиев – Гец – Добри
- Жоржета Чакърова – Донка
- Иван Тонев – Минко
- Весела Радоева – Севда
- Никола Дадов – Бай Васил
- София Каракашева – Куна
- Борислав Иванов – Ичката
- Теофан Хранов – Христо горския
- Стефан Стайчев – Лъвчето Стефан
- Стефка Йорданова